# Brijesh Lawrence
Brijesh Sharmari « BJ » Lawrence (né le 27 décembre 1989 à Basseterre) est un athlète de Saint-Christophe-et-Niévès, spécialiste du sprint et du relais.

## Biographie
Son meilleur temps sur 200 m est de 20 s 59, obtenu à Marion le 28 mai 2011 (et de 10 s 28, deux jours avant avec un vent de + 1,2 m/s). Il détient, avec 38 s 98, le record de Saint-Christophe sur le relais 4 × 100 m, avec notamment Kim Collins. En battant à nouveau le record de son pays à Daegu 2011 en demi-finale, il remporte, une première absolue pour cette nation insulaire, la médaille de bronze du relais 4 × 100.
Le 21 avril 2012, il court le 100 m en 10 s 12, record personnel à Crete avec + 1,2 m/s de vent favorable. Son record sur 200 m date du 19 avril 2014 à Walnut, en 20 s 34.
Avec ses coéquipiers, Antoine Adams, Jason Rogers et Lestrod Roland, il bat le record national du 4 × 100 m en 38 s 41 lors des Jeux olympiques de Londres. Le 13 juin 2015, il court sur 100 m en 10 s 15, obtenant le minima pour les Jeux olympiques de Rio.

## Palmarès
| Date | Compétition                      | Lieu        | Résultat | Épreuve   | Temps         |
| ---- | -------------------------------- | ----------- | -------- | --------- | ------------- |
| 2011 | Championnats du monde            | Daegu       | 3e       | 4 × 100 m | 38 s 49       |
| 2011 | Jeux panaméricains               | Guadalajara | 2e       | 4 × 100 m |               |
| 2014 | Relais mondiaux de l'IAAF        | Nassau      | 2e       | 4 × 200 m | 1 min 20 s 51 |
| 2014 | Jeux d'Am. cent. et des Caraïbes | Veracruz    | 4e       | 4 × 400 m | 39 s 35       |
| 2015 | Relais mondiaux de l'IAAF        | Nassau      | 6e       | 4 × 100 m | 38 s 85       |
| 2015 | Relais mondiaux de l'IAAF        | Nassau      | 6e       | 4 × 200 m | 1 min 22 s 92 |
| 2015 | Championnats NACAC               | San José    | 7e       | 200 m     | 21 s 03       |
| 2015 | Championnats NACAC               | San José    | 6e       | 4 x 100 m | 39 s 20       |